# Кампия
Кампия (порт. Campia) — район (фрегезия) в Португалии, входит в округ Визеу. Является составной частью муниципалитета Возела. Находится в составе крупной городской агломерации Большое Визеу. По старому административному делению входил в провинцию Бейра-Алта. Входит в экономико-статистический субрегион Дан-Лафойнш, который входит в Центральный регион. Население составляет 1656 человек на 2001 год. Занимает площадь 37,06 км².